# Zu
Zu is een geslacht van straalvinnige vissen uit de familie van spaanvissen (Trachipteridae). Het geslacht is voor het eerst wetenschappelijk beschreven in 1960 door Walters & Fitch.

## Soorten
- Zu cristatus (Bonelli, 1819)
- Zu elongatus Heemstra & Kannemeyer, 1984